# Schizidium reinoehli
Schizidium reinoehli är en kräftdjursart som beskrevs av Helmut Schmalfuss 1988. Schizidium reinoehli ingår i släktet Schizidium och familjen klotgråsuggor. Inga underarter finns listade i Catalogue of Life.